# Zanthoxylum psammophilum
Classification phylogénétique
Espèce
Synonymes
- Fagara psammophila Aké Assi[2]

Statut de conservation UICN

 EN B1+2c : En danger
Zanthoxylum psammophilum est une espèce de plantes du genre Zanthoxylum de la famille des Rutaceae.